# Штайнфельд (Пфальц)
Штайнфельд (нем. Steinfeld) — община в Германии, в земле Рейнланд-Пфальц.
Входит в состав района Южный Вайнштрассе. Подчиняется управлению Бад Бергцаберн. Население составляет 1923 человека (на 31 декабря 2010 года). Занимает площадь 14,88 км².
Коммуна подразделяется на 3 сельских округа.